# Kupinik
Kupinik (izvirno srbsko Купиник) je naselje v Srbiji, ki upravno spada pod Občino Plandište; slednja pa je del Južnobanatskega upravnega okraja.

## Demografija
V naselju živi 284 polnoletnih prebivalcev, pri čemer je njihova povprečna starost 46,7 let (43,8 pri moških in 49,8 pri ženskah). Naselje ima 146 gospodinjstev, pri čemer je povprečno število članov na gospodinjstvo 2,39.
To naselje je, glede na rezultate popisa iz leta 2002, večinoma srbsko, a v času zadnjih treh popisov je opazno zmanjšanje števila prebivalcev.
|  |

| Demografija | Demografija     | Demografija     |
| Leto        | Št. prebivalcev | Št. prebivalcev |
| ----------- | --------------- | --------------- |
|             |                 |                 |
|             |                 |                 |
|             |                 |                 |
|             |                 |                 |
| 1948        | 998             |                 |
| 1953        | 978             |                 |
| 1961        | 886             |                 |
| 1971        | 735             |                 |
| 1981        | 545             |                 |
| 1991        | 408             | 388             |
| 2002        | 365             | 349             |
|             |                 |                 |

| Etnična sestava po popisu iz leta 2002 | Etnična sestava po popisu iz leta 2002 | Etnična sestava po popisu iz leta 2002 | Etnična sestava po popisu iz leta 2002 | Etnična sestava po popisu iz leta 2002 |
| -------------------------------------- | -------------------------------------- | -------------------------------------- | -------------------------------------- | -------------------------------------- |
| Srbi                                   | Srbi                                   |                                        | 334                                    | 95,70%                                 |
| Makedonci                              | Makedonci                              |                                        | 3                                      | 0,85%                                  |
| Hrvati                                 | Hrvati                                 |                                        | 1                                      | 0,28%                                  |
| Slovaki                                | Slovaki                                |                                        | 1                                      | 0,28%                                  |
| Rusini                                 | Rusini                                 |                                        | 1                                      | 0,28%                                  |
| Madžari                                | Madžari                                |                                        | 1                                      | 0,28%                                  |
| Neznano                                | Neznano                                |                                        | 5                                      | 1,43%                                  |